# Hilavrita discolorata
Hilavrita discolorata är en insektsart som beskrevs av William Lucas Distant 1912. Hilavrita discolorata ingår i släktet Hilavrita och familjen Flatidae. Inga underarter finns listade i Catalogue of Life.